# Otomechikku
Le courant otomechikku (乙女ちっく) est un courant du shōjo manga de la seconde moitié des années 1970 et du début des années 1980, constitué autour de l'autrice A-ko Mutsu du magazine Ribon de Shūeisha.
Les mangas otomechikku s'attachent à décrire la vie ordinaire d'une adolescente japonaise tout aussi ordinaire, et mettent le plus souvent en avant une histoire d'amour avec un garçon. Le style de ces œuvres est qualifié de « mignon », est généralement fin et éthéré et déploie un registre intimiste ou humoristique. Les mangas sont en outre accompagnés de très nombreux furoku (suppléments) offert aux lectrices : papeterie, bijoux, ustensiles de cuisine, et cætera.
Le courant, particulièrement populaire auprès des jeunes filles, influence grandement le reste du shōjo manga et est considéré comme l'une des sources principales de la culture kawaii.

## Dénomination
Le terme otomechikku (乙女ちっく) est composé de deux éléments :
- Otome (乙女?), également fréquemment rédigé en hiragana, réfère au concept de la jeune fille, avec une connotation d'innocence ou de virginité ;
- Chikku (ちっく?), également fréquemment rédigé en katakana, est un équivalent au français « -ique », qui transforme le nom en adjectif.

Ainsi otomechikku peut être traduit par « qui est propre aux filles »,. Il est parfois utilisé avec condescendance pour souligner le caractère enfantin ou féminin d'une chose.

## Historique

### Contexte
Des années 1950 aux années 1970, le shōjo manga poursuit un rêve d'exotisme et de glamour, ce qui favorise un tropisme international, notamment européen, des œuvres. Cette tendance atteint son paroxysme dans les années 1970 avec les travaux de plusieurs membres du groupe de l'an 24, qui mettent en scène des histoires dramatiques prenant place dans une Europe fantasmée ou encore dans l'espace avec des personnages extraordinaires qui parfois transgressent les conventions sociales du genre.
Toutefois Yumiko Ōshima est une exception parmi les membres de l'an 24, en situant nombre de ses intrigues dans un Japon contemporain avec des protagonistes auxquels le lectorat peut facilement s'identifier. Son style doux, mignon, fin et éthéré influence plusieurs jeunes autrices du magazine Ribon de Shūeisha, en particulier A-ko Mutsu (débute en 1972) ainsi que Yumiko Tabuchi (débute en 1970) et Hideko Tachikake (débute en 1973).

### La périodeotomechikku
Les histoires simples et ordinaires de Mutsu, Tabuchi et Tachikae publiées dans Ribon sont présentées par l'éditeur avec le label « otomechikku roman (乙女チック・ロマン, romance de fille) ». Des mangas dans la même lignée commencent à se développer à partir de l'année 1973 chez d'autres autrices de Ribon mais aussi chez celles affiliées à d'autres magazines comme Fusako Kuramochi ou Mariko Iwadate,. La tendance s'accélère ainsi en 1976 et atteint son maximum de popularité en 1979.
Le sociologue Shinji Miyadai explique que l'apparition des mangas otomechikku permet de diviser le shōjo manga des années 1970 et 1980 en trois grands courants distincts de par les autrices et leur lectorat respectif : le courant notamment incarné par le groupe de l'an 24 et leurs œuvres à tendance intellectuelle ; le courant des œuvres dramatiques et extraordinaires incarné par des autrices comme Machiko Satonaka ou Yukari Ichijō ; et enfin le courant otomechikku. Il explique que les œuvres otomechikku adoptent une approche « réaliste » avec leurs héroïnes conçues à l'image des lectrices et leurs environnements familier, à l'opposé des deux autres courants qui mettent en avant des expériences étrangères ou difficiles d'accès.

### Postérité
Lors des années 1980, le magazine Ribon réoriente sa ligne éditoriale vers un lectorat plus jeune, ceci provoque le départ des autrices otomechikku du magazine et marque la fin du courant à proprement parler. Les autrices qui leur succèdent, telles que Koi Ikeno ou Aoi Hiiragi, restent dans la lignée de leur prédécesseuses en proposant toujours des histoires d'amour avec des protagonistes ordinaires, mais avec des variations stylistiques ou thématiques notables, parfois en y ajoutant des aspects fantastiques ; les histoires dans la lignée otomechikku continuent ainsi dans les décennies qui suivent, notamment au travers du genre des romances en milieu scolaire, qui reste important dans le shōjo manga du début du XXIe siècle.
En outre, l'influence des mangas otomechikku dépasse largement le cadre du manga en imposant lors des années 1980 son modèle de la féminité dans la culture émergente du kawaii ou dans la presse féminine contemporaine avec des magazines populaires tels que an an ou Olive,.

## Caractéristiques

### Thèmes
Les mangas otomechikku proposent des histoires où une jeune fille, qui est une collégienne, lycéenne ou plus rarement une étudiante, évolue dans des environnements familier de la vie de tous les jours (maison, école…) et tisse des relations amicales, filiales et amoureuses avec les autres personnes qui y évoluent,,. Le sous-genre du gakuen-mono, qui met en scène une histoire d'amour dans un environnement scolaire, est particulièrement populaire.
Shinji Miyadai considère que les histoires otomechikku servent de cadre d'apprentissage pour les lectrices, en leur permettant de situer leur "je" par rapport au "monde" qui les entoure ; l'anthropologue Jennifer Prough compare ainsi ces récits à des « monogatari ou Bildungsroman contemporains au sujet d'adolescentes devenant adultes ».
L'héroïne typique de ces histoires ne possède pas de trait notable ; elle n'est ni particulièrement belle ni particulièrement intelligente, elle est par contre fréquemment timide et innocente et elle est invariablement kawaii,,, c'est-à-dire qu'elle est fragile, imparfaite et qu'elle a besoin d'être protégée pour pouvoir s'accomplir. Cette validation lui est le plus souvent donnée par son petit ami qui la protège et l'accepte telle qu'elle est dans une relation chaste,, mais peut aussi venir de l'accomplissement d'une carrière professionnelle dans un domaine kawaii, par exemple en tant qu'autrice d'album illustré ou marionnettiste.

### Style
Le style otomechikku se distingue généralement de celui des autres shōjo mangas contemporains par l'usage de traits fins et délicats ainsi que par la présence importante des espaces blancs afin de laisser place aux émotions et à la contemplation.
Les personnages possèdent une morphologie qui correspond aux standards du kawaii : elle est globalement ronde, avec de grands yeux étoilés et une tête sensiblement plus grande que le reste du corps. Une attention particulière est portée sur l'habillement des personnages, avec un style d'inspiration américaine, notamment sous l'influence du style de la Ivy League.
Les décors sont quant à eux petits et romantiques et sont remplis d'éléments mignons et sophistiqués, avec de nombreux motifs à base de fleurs ou de cœurs par exemple,.